# Шимелов, Лев Павлович
Лев Павлович Шимелов (род. 28 января 1930, Баку) — советский и российский конферансье, артист разговорного жанра, режиссёр. Заслуженный артист РСФСР (1990).

## Биография
Родился в Баку в еврейско-армянской семье. Окончил физико-математический факультет Бакинского государственного университета. В студенческие годы занимался в художественной самодеятельности: писал сценарии капустников, исполнял миниатюры, конферировал.
С 1961 г. — конферансье джаз-оркестра Азербайджана. В 1965—1975 гг. работал в Московском мюзик-холле.
С 1971 г. — артист Москонцерта, конферансье. С 1979 г. был также ведущим передачи «Радионяня».

## Творчество
В конферансе использовал фельетоны, интермедии, пластику, пантомиму. Автор значительной части исполняемого репертуара.
Эстрадный режиссёр и соавтор сценария (вместе с А. Левиным) программ:
- «Москва улыбается вам» (1978).
- «Он, она и спорт» с участием Л. Полищук (1980).
- «Это было вчера» (1986).

Режиссёр музыкальной сказки «Происшествие в стране Мульти-Пульти», выпущенной на грампластинках в 1981 году; озвучил одного из Бременских музыкантов.
Озвучил мультфильм «Пластилиновая ворона» (песня «А может, а может...», совместно с А. Левенбуком).
Вёл массовые представления на стадионах, во дворцах спорта, в том числе — концерт на Васильевском спуске у Красной площади, на Театральной площади у памятника А. Островскому, на Поклонной горе и т. д.

### Избранные публикации
- Я веду концерт // Молодёжная эстрада. — М., 1975.